# Lidia Karamtshakova
Lidia Karamtshakova (Лидия Карамчакова), née le 17 février 1968 à Abakan, est une lutteuse libre russe, puis tadjike.

## Biographie
Lidia Karamtshakova est la sœur des lutteuses Inga, Tatiana, et Natalia.

## Palmarès en lutte

### Championnats d'Europe
- Médaille d'or en moins de 46 kg en 2000 à Budapest (Hongrie)
- Médaille de bronze en moins de 46 kg en 1997 à Varsovie (Pologne)

### Jeux asiatiques
- Médaille d'argent en moins de 48 kg en 2002 à Busan (Corée du Sud)